# 디바 베트남
디바 베트남(베트남어: Diva Việt Nam)은 베트남의 4대 여자 가수를 부르는 별칭이다.

## 구성원

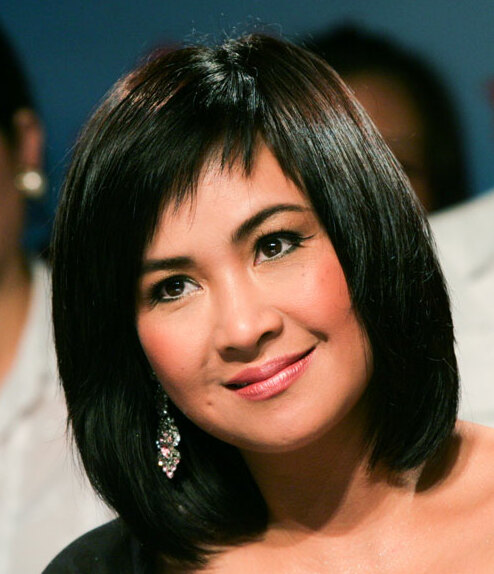
타인람

- 타인람타인람 (Thanh Lam)

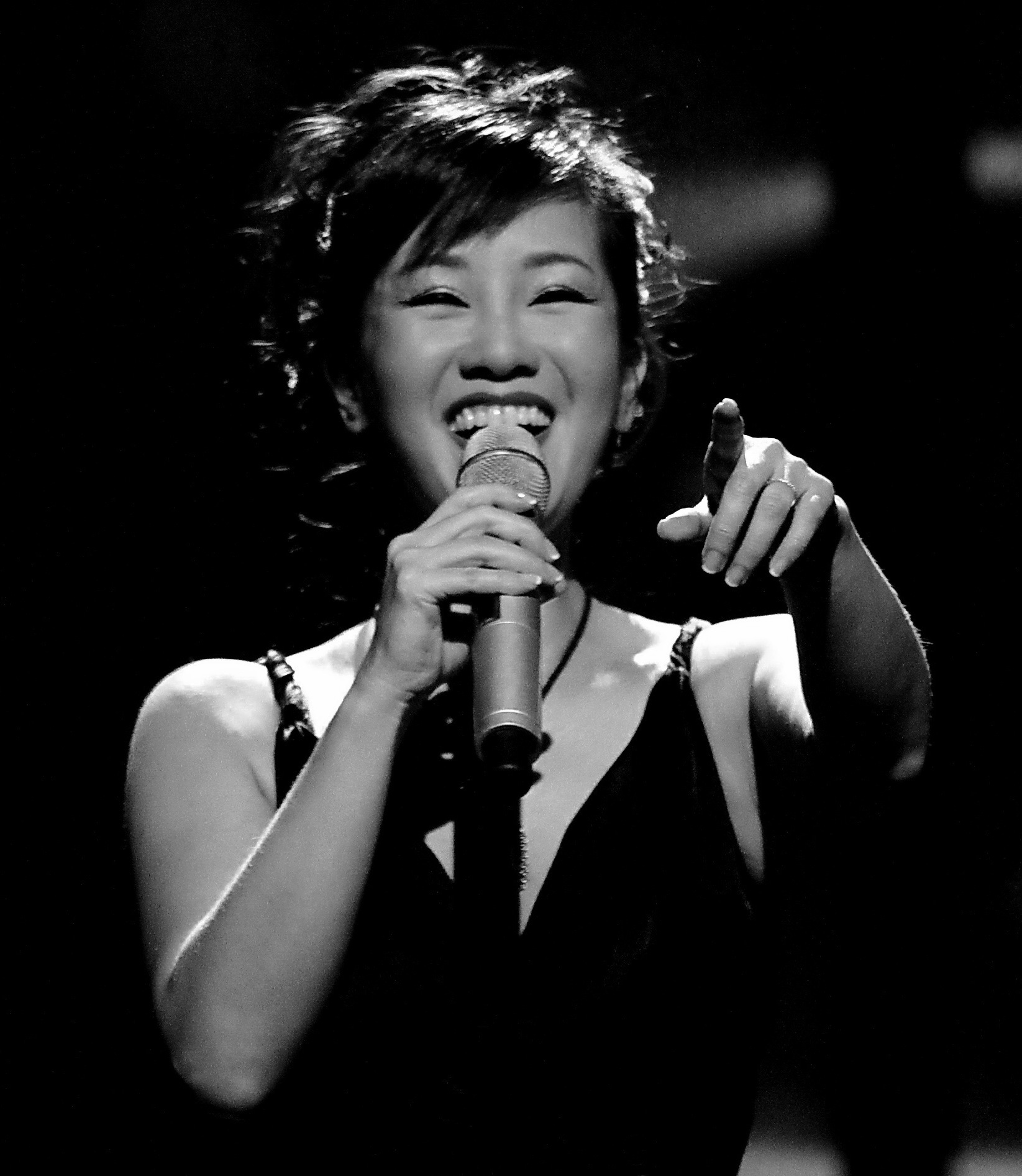
홍늉

- 홍늉홍늉 (Hồng Nhung)

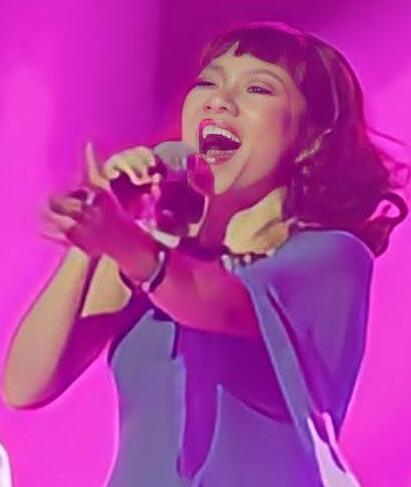
쩐투하

- 쩐투하쩐투하 (Trần Thu Hà)
- 미린 (Mỹ Linh)